# Osoblaha
Osoblaha (in tedesco Hotzenplotz) è un comune della Repubblica Ceca facente parte del distretto di Bruntál, nella regione della Moravia-Slesia.